# ソーシャルニュース
ソーシャルニュース（social news）とは、専門記者ではなく一般のユーザー（市民記者）が作成するニュースサイトや、専門の編集者をおかずにユーザーによって投稿された記事をニュースとしてのせていく仕組みをとっているニュースサイトのことをいう。
ニュースサイトのDiggは、既存のニュースサイトより編集に対する権限の大部分をユーザーに引き渡している。一般的にユーザー同士で意見を交換する機能も充実されており、SNS機能やユーザー別のRSSフィードなどの機能が付加されている場合もある。

## ニュースサイト一覧
- BIGLOBE[2][3]
- リアルライブ
- ENCOUNT
- アゴラ
- にゃんだふるdayにゅ～す
- withnews
- にゃるめこ
- togetter
- ハッピーニュース
- ねりまど～るず・インターネット[4]
- ACR WEB
- KISweb
- WEB RANKING
- WebRing.ne.jp
- エイムインターネット - 現存サイトはリンクが数件しかない
- ＠sound.jp - 現存サイトはリンクが少ない
- Net Office Nakai - 現存サイトはリンクが少ない
- EditNet - 現存サイトはリンクが少ない
- 簡単無料ホームページ作成
- @nifty
- SWAN CITY NETWORK[5]

- IFNET（イフネット）独自検索の提供は終了[6]
- Toppa!（株式会社 Hi-Bit） 独自検索の提供は終了[7]
- アレスネット 独自検索の提供は終了[8]
- Interline（アイピークリエイト） 独自検索の提供は終了[9]
- ベッコアメ・インターネット 独自検索の提供は終了[10]
- avis（電算）独自検索の提供は終了[11]
- KCN-NET（近鉄ケーブルネットワーク）独自検索の提供は終了[12]
- 使えるねっと（使えるねっと株式会社）独自検索の提供は終了[13]
- iTSCOM.net（イッツ・コミュニケーションズ）独自検索の提供は終了[14]
- Creation Studio TWO-ONE 独自検索の提供は終了[15]
- LCV-Net（エルシーブイ）独自検索の提供は終了[16]
- BUNBUN-TV（佐賀シティビジョン）独自検索の提供は終了[17]
- ASAHIネット（朝日ネット）独自検索の提供は終了[18][19]
- Path Internet Service（スリースカンパニー）独自検索の提供は終了[20]
- APION（アピオン）独自検索の提供は終了[21]
- e-net（株式会社イーネット）独自検索の提供は終了[22]
- DION（KDDI）[23]
- tripod（Tripod）独自検索の提供は終了[24]
- shikoku-internet 独自検索の提供は終了[25]
- mitene（ミテネインターネット）独自検索の提供は終了[26]
- Wave-Net（WAVE-NETインターネットサービス）独自検索の提供は終了[27]
- TikiTiki（TikiTikiインターネット）独自検索の提供は終了[28]
- としまテレビ 独自検索の提供は終了[29]
- YIN（山梨インターネット）独自検索の提供は終了[30]
- WAVE（日本データー）独自検索の提供は終了[31]
- interQ MEMBERS（インターキュー）独自検索の提供は終了[32]
- CNET東京 独自検索の提供は終了[33][34][35]
- Cyborg 独自検索の提供は終了[36]
- So-net 独自検索の提供は終了[37]
- 軽井沢インターネット 独自検索の提供は終了[38]
- 群馬インターネット 独自検索の提供は終了[39]
- internet JAH（コスモメディア）独自検索の提供は終了[40]
- @homepage（ニフティ）独自検索の提供は終了[41]
- ネットラピュタ 独自検索の提供は終了[42]
- Webしずおか 独自検索の提供は終了[43]
- UrbanInternet 独自検索の提供は終了[44][45]
- Mt.Fuji Internet 独自検索の提供は終了[46]
- SANYNET 独自検索の提供は終了[47]
- ミライネット（現株式会社ミライコミュニケーションネットワーク）独自検索の提供は終了[48]
- INTERNET KOCHI 独自検索の提供は終了[49]
- NanaNet 独自検索の提供は終了[50]
- ぷらら 独自検索の提供は終了[51][52][53]
- Annie Internet（アニー）独自検索の提供は終了[54]
- Hi-HO（Panasonic）独自検索の提供は終了[55]
- InterLink（インターリンク）独自検索の提供は終了[56]
- RIMNET（リムネット）独自検索の提供は終了[57]
- ロゼッタ・ストーン（ディー・アンド・エルリサーチ株式会社）独自検索の提供は終了[58]
- MAC InterNet 独自検索の提供は終了[59]
- しかせんべい（奈良インターネット）独自検索の提供は終了[60]
- KuMaGaYa Net（Knet株式会社） [61]
- InfoNavigator（富士通） [62]
- ipc東海 独自検索の提供は終了 [63]
- IC-NET 独自検索の提供は終了 [64]
- 7-dj.com サービス終了[65]
- Netwave（STNet）サービス終了[66]
- インターネットWIN サービス終了[67]
- インターロジツク 桑名 サービス終了[68]
- PHOENIX CLUB 独自検索の提供は終了[69]
- MARSFLAG - B2C向けは撤退して、B2B向けサイト内検索のみ提供
- JOY[70]
- 砦テストサーバ[71][72]
- The FSI Network[73]
- Mondou [74]（ロボット型、京都大学）
- LookSmart Japan（ディレクトリ型）
- NAVER - 韓国語。日本語検索は終了
- NTT DIRECTORY（ディレクトリ型、NTT）[75]
- Hole-in-One [76][77]（ディレクトリ＋全文ロボット型、日立国際ビジネス、1998年エキサイト日本法人が買収[78]
- CSJ INDEX [79][80][81]（ディレクトリ型、サイバースペース・ジャパン）
- AAA!cafe[82]
- Acara Navi [83][84]
- STAR SEARCH [85]
- KONDO-NET[86]
- みんなのホームページ[87]
- くちこみページ[88]
- ComSearch[89]
- TOK2.com[90]
- SALA-INTERNET[91]
- 00HPメイカー[92]
- UJIKURA[93]
- ninki.net [94]
- 忍者ホームページ [95]
- ringolab[96][97]
- a-eda.net リンク集[98]
- looksmart japan [99]
- COOL ONLINE[100]
- Musicman-NET LINK[101]
- コメディニュース[102]
- artsidewalk～文化リンク集　cultual link collection～[103]
- 耽美派音樂[104]
- TkCity NetWork[105]
- わねっと [106]
- アルファインターネット[107]
- G-Navigator[108]
- NETPLAZA [109]
- MyHarmo Internet[110][111]
- メルマガ検索チャンネル[112]
- ParkcityNet [113]
- Ksky [114]
- AECnetwork[115]
- DAT-NET[116]
- MENET検索エンジン [117]
- Yahho [118]
- CYBER PLAZA [119]
- CATNET[120]
- east.portland.ne.jp[121]
- Live! netn@vi [122]
- 史上最強のリンク[123]
- キッズページ[124]
- 小島 琢矢 Home Page リンク集[125]
- pastelnet[126]
- Kiss-Net[127]
- Karakuri Total Xchange[128]
- Global Online Japan[129]
- メディアゲート京都[130]
- LAND Co.,Ltd.[131]
- BayWell[132]
- Raidway（サーチエンジンリンク集） [133]
- XAXON（サーチエンジンリンク集） [134]
- Cup.com（サーチエンジンリンク集） [135]
- Jetlink（サーチエンジンリンク集） [136]
- 中広インターネット（サーチエンジンリンク集） [137]
- People（サーチエンジンリンク集） [138]
- CompKazumi!（サーチエンジンリンク集） [139]
- TOGASHI POWER STATION（サーチエンジンリンク集） [140]
- プラトーネット（サーチエンジンリンク集） [141]
- ふりぃのぺぇじ（サーチエンジンリンク集） [142]
- BIWANet（サーチエンジンリンク集） [143]
- top.or.jp（サーチエンジンリンク集） [144]
- root-net（サーチエンジンリンク集） [145][146]
- Path internet（サーチエンジンリンク集） [147]
- AIRnet（サーチエンジンリンク集）[148]
- BISILINK（サーチエンジンリンク集） [149]
- ドリームネット（サーチエンジンリンク集） [150]
- U・MI（サーチエンジンリンク集）[151]
- InfoSakyu（サーチエンジンリンク集）[152]
- INTERBROAD（サーチエンジンリンク集）[153]
- 246-net（サーチエンジンリンク集）[154]
- Internet Vehicle（サーチエンジンリンク集）[155]
- てれびぷらす（サーチエンジンリンク集）[156]
- インターネット ビークル（サーチエンジンリンク集）[157]
- MNET（サーチエンジンリンク集）[158]
- BiG-NET（サーチエンジンリンク集）[159]
- Dolphin Internet（サーチエンジンリンク集）[160]
- Infovalley（サーチエンジンリンク集）[161]
- Highway Internet（サーチエンジンリンク集）[162]
- ClubPepper（サーチエンジンリンク集）[163]
- ParkcityNet（サーチエンジンリンク集）[164]
- SurfLine（サーチエンジンリンク集）[165]
- Internet WIN（サーチエンジンリンク集）[166]
- JustNet（サーチエンジンリンク集）[167]
- 1st-Net Japan（サーチエンジンリンク集）[168]
- Tcp-ip Users Club（サーチエンジンリンク集）[169]
- 3Web（サーチエンジンリンク集）[170]
- GulfNet（サーチエンジンリンク集）[171]
- EURO-BLUESTAR NIGHT（サーチエンジンリンク集）[172]
- TWICS（サーチエンジンリンク集）[173]
- WEB GATES（サーチエンジンリンク集）[174]
- Critical Network（サーチエンジンリンク集）[175]
- AnetZ（サーチエンジンリンク集）[176]
- 北Ｑネット（サーチエンジンリンク集）[177]
- ジャングル・ネット・サービスV（サーチエンジンリンク集）[178]
- カリン島ネットワーク（サーチエンジンリンク集）[179]
- ミュージシャンズ・ストリート（音楽系サイト専門のサーチエンジンリンク集）[180]
- 四谷天窓出演者・団体サイトリンク集[181][182]
- PRWEB（自然環境団体サイト専門のサーチエンジンリンク集）[183]
- PPR LINK（アーティストリンク集）[184]
- JCA-NET（リンク集）[185]
- じゃびらNET（ビジネス情報サイト専門のサーチエンジンリンク集）[186]
- dapple（ドール・トーイ・ヴィンテージ雑貨に関するリンク集）[187]
- エンジニア伊豫部富治のサイト（レコーディングの情報及びリンク集）[188]
- KATCH NETWORK（愛知県関連情報リンク集）[189]
- NNC-NET（和歌山県関連情報リンク集）[190]
- kyoto-Inet（京都府関連情報リンク集）[191]
- @minpo（福島県関連情報リンク集）[192]
- SCN-NET（神奈川県関連情報リンク集）[193]
- 八王子テレメディア[194]
- 鎌倉ネット（神奈川県関連情報リンク集）[195]
- Sun-net（宮崎県関連情報リンク集）[196]
- marimo internet（釧路市関連情報リンク集）[197]
- トライネット（長崎県関連情報リンク集）[198]
- 飯田インターネット共同研究会（長野県南信関連情報リンク集）[199]
- エクナワールド（岩手県関連情報リンク集）[200]
- サンフィールド・インターネット（群馬県・栃木県関連情報リンク集）[201]
- 佐賀新聞 Internet（佐賀県関連情報リンク集）[202]
- MediaWeb（東北地方関連情報リンク集）[203]
- 白神ネット（秋田県関連情報リンク集）[204]
- dokidoki（愛媛県関連情報リンク集）[205]
- 四国インターネット（愛媛県関連情報リンク集）[206]
- i-LOGIC（三重県関連情報リンク集）[207][208]
- HIROSHIMA C-DAS（広島県関連情報リンク集）[209]
- InfoRyukyu（沖縄県関連情報リンク集）[210]
- BAOBAB（高知県関連情報リンク集）[211][212]
- InfoBears（熊本県関連情報リンク集）[213]
- ii-okinawa（沖縄県関連情報リンク集）[214]
- ミックネット（富山県関連情報リンク集）[215]
- WCSネット（和歌山県関連情報リンク集）[216]
- ING JAPAN KUROKEN CLUB（茨城県関連情報リンク集）[217]
- 小中学校リンク[218][219][220]
- 学習塾リンク集（※リンク先の各ドメインにより一覧に未記載ユーザーホームページのアクセス多し）[221]